# Врангель, Николай Александрович
Барон Никола́й Алекса́ндрович Вра́нгель (1869, Стрельна — 1927, Рим) — русский генерал-майор из рода Врангелей, управляющий делами и адъютант великого князя Михаила Александровича.

## Биография
Сын дипломата барона Александра Егоровича Врангеля.
В 1890 году окончил Александровский лицей. В 1891 году выдержал офицерский экзамен при Николаевском кавалерийском училище по первому разряду и был определён в лейб-гвардии Конный полк.
Чины: корнет гвардии (1891), поручик гвардии (1895), штабс-ротмистр гвардии (1900), ротмистр гвардии (1903), подполковник армии (1903), полковник (1907), генерал-майор (1916).

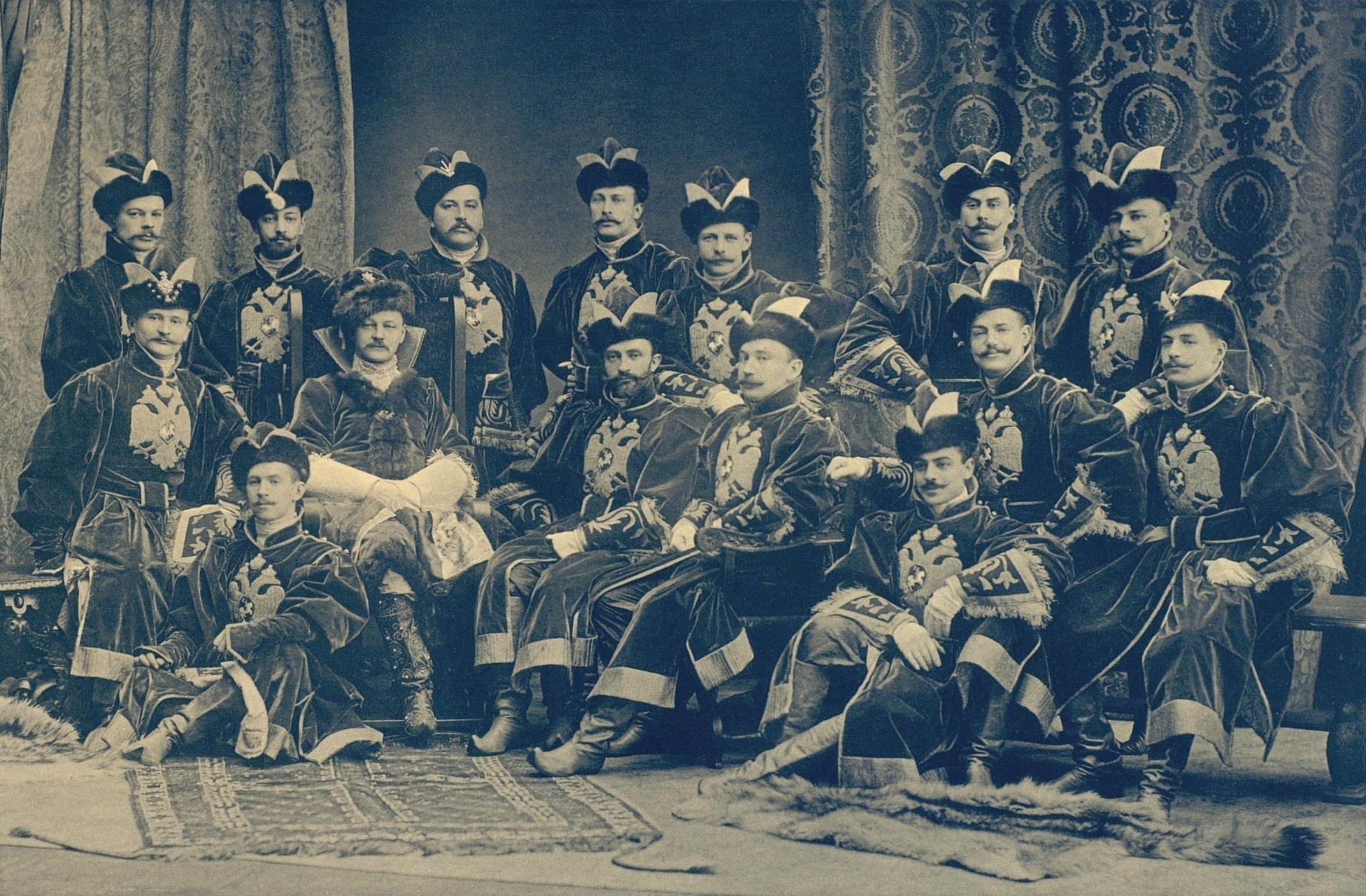
Штабс-ротмистр Н. А. Врангель (сидит в центре) на Костюмированном балу 1903 года в группе офицеров лейб-гвардии Конного полка.

В 1901 году был зачислен в канцелярию Императрицы Марии Федоровны. Служил и.д. делопроизводителя управляющего делами (1901—1907), делопроизводителем управляющего делами (1907—1909), секретарем (1909—1912), адъютантом (с 1911) и управляющим делами (1912—1913) у Великого князя Михаила Александровича. В 1911 году опубликовал сборник «Стихотворения», переизданный в 1913.
17 января 1913 года назначен командиром 16-го гусарского Иркутского полка. 30 августа 1914 года вновь назначен адъютантом к великому князю Михаилу Александровичу. 10 апреля 1916 года произведен в генерал-майоры «за отличие по службе», с назначением состоять при великом князе Михаиле Александровиче. 19 апреля 1917 года назначен в резерв чинов при штабе Двинского военного округа.
После революции эмигрировал в Италию. В 1927 году покончил жизнь самоубийством.

## Награды
- Орден Святого Станислава 3-й ст. (ВП 1.01.1901)
- Орден Святой Анны 3-й ст. (ВП 25.12.1903)
- Орден Святого Станислава 2-й ст. (1905)
- Орден Святой Анны 2-й ст. (ВП 22.11.1908)
- Орден Святого Владимира 4-й ст. (1910)
- мечи и бант к ордену Св. Владимира 4-й ст. (ВП 09.01.1915)
- Орден Святого Владимира 3-й ст. с мечами (ВП 05.03.1915)
- мечи и бант к ордену св. Станислава 3-й ст. (ПАФ 31.05.1917)

## Семья

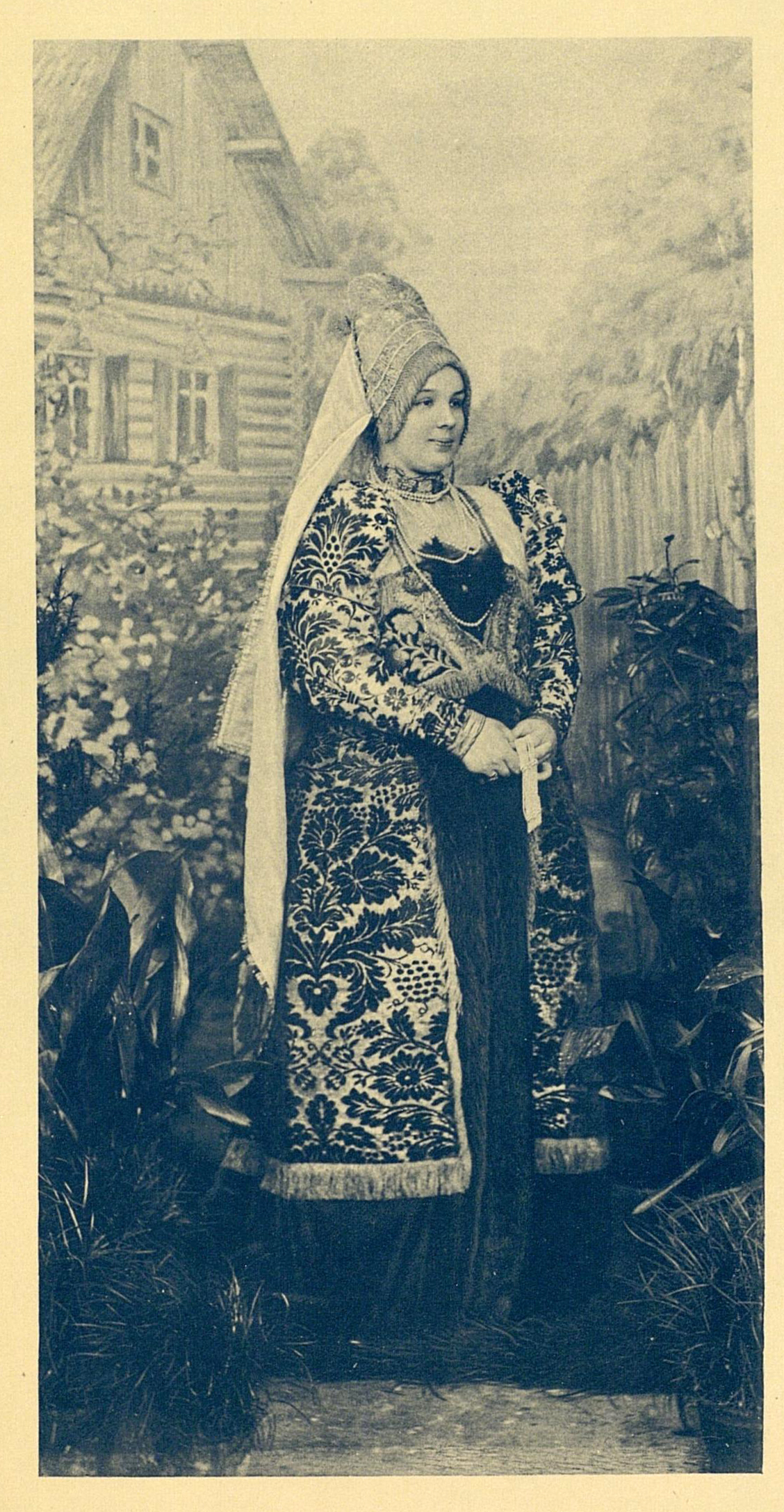
Баронecca Mapия Bлaдимиpoвна Bpaнгeль, урождённая Cкapятина

В июне 1894 года в дрезденской православной церкви Н. А. Врангель венчался с 19-летней фрейлиной Марией Владимировной Скарятиной, сестрой оккультиста М. В. Скарятина. Разведены в 1907 году. Дети от этого брака:
- Мария (12.3.1895—?), с декабря 1916 года замужем за Г. П. Боровым
- Вера (19.5.1896—?), в декабре 1918 года в Лондоне вышла замуж за Н. Д. Семёнова-Тян-Шанского (1888—1974)
- Владимир (19.2.1898—?)
- Ксения (25.2.1902—1918)
- Георгий (3.9.1903—?)

Все дети, кроме Веры, родились в имении Терпилицы.

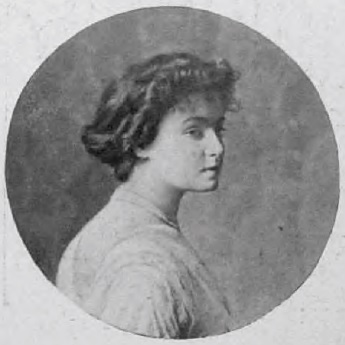
Елизавета Федоровна

Вторым браком, 16.7.1915, женился на баронессе Елизавете Бартольдовне (Фёдоровне) Гойнинген-Гюне (1891—1973), сестре известного американского фотографа, но уже в 1916 году был разведён с ней. В декабре 1922 года «Бетти» Врангель вышла замуж за британского офицера Чарльза Нормана Баззарда (1873—1961), героя Первой мировой войны. В 1922—1933 гг. возглавляла парижский модный дом Yteb.